# Hramše
Hramše – wieś w Słowenii, w gminie Žalec. W 2018 roku liczyła 180 mieszkańców.